# Улан (Алматинская область)
Улан (каз. Ұлан, до 1998 г. — Стаханово) — село в Карасайском районе Алматинской области Казахстана. Входит в состав Умтылского сельского округа. Код КАТО — 195255600.

## Население
В 1999 году население села составляло 1088 человек (508 мужчин и 580 женщин). По данным переписи 2009 года, в селе проживало 1555 человек (759 мужчин и 796 женщин).